# Trezzo Tinella
Trezzo Tinella es una localidad y comune italiana  de la provincia de Cuneo, región de Piamonte, con 350 habitantes.

## Evolución demográfica
| Gráfica de evolución demográfica de Trezzo Tinella entre 1861 y 2001 |
|                                                                      |
| Fuente ISTAT - elaboración gráfica de Wikipedia                      |